# Європейська премія міського публічного простору
Європейська премія міського публічного простору, англ. European Prize for Urban Public Space — конкурс, створений для визнання та заохочення проєктів з реконструкції та захисту публічного простору у містах. Конкурс започатковано у 2000 році і проводиться раз на два роки. Організатори конкурсу — Центр сучасної культури в Барселоні разом з шістьма іншими європейськими архітектурними організаціями: Архітектурний фонд, Паризький музей архітектури, Віденський центр архітектури, Нідерландський інститут архітектури, Німецький музей архітектури та Фінляндський музей архітектури. 
У конкурсі можуть брати участь як архітектори, так і представники муніципальної влади, здатні приймати політичні рішення, підтримувати і фінансувати проєкт. Географія потенційних країн-кандидатів — країни, що входять до Ради Європи. Пріоритетними у здобутті звання переможця є архітектурні перетворення, що поліпшують життя громадян. Найбільше цінуються проєкти соціальної, а не естетичної або розважальної спрямованості, що дозволяє організаторам нагороджувати як маловідомих або архітекторів-початківців, так і відомих постатей галузі архітектури. Крім цього, обов'язковим фактором є компонент з удосконалення екології міста та розвиток інноваційних технологій для подолання головних міських проблем (громадських, енергетичних, утилізаційних). Важливим фактором також є ступінь залученості громадян у життя споруди, його прийняття постійними мешканцями.
Від багатьох інших ініціатив цей конкурс відрізняється тим, що нагороду присуджують одночасно установі, відповідальній за проєкт, і автору (авторам) проєкту.
Про популярність та престиж конкурсу свідчить статистика: кількість проєктів, що номінувалися на нагороду збільшилося з 81 у 2000 році до 347 проєктів — у 2012.

## Перелік переможців
| Рік  | Проєкт-переможець | Місто та країна            | Фото |
| ---- | --- | -------------------------- | ---- |
| 2000 | Міський комплекс «Кан Мула»: спорудження житлових та адміністративних споруд на місці колишньої фабрики в центрі міста                                      | Мульєт-дал-Бальєс, Іспанія |      |
| 2000 | Культурний простір у районі Смітфілд | Дублін, Ірландія           |      |
| 2002 | Новий парк та набережна | Суера, Іспанія             |      |
| 2002 | Парк у кварталі Ройдніц | Ляйпциґ, Німеччина         |      |
| 2004 | Ліфт в історичному центрі міста: реконструкція сходів, збудованих у 1921 році та вбудування ліфту для швидшого сполучення між різнорівневими районами міста | Теруель, Іспанія           |      |
| 2004 | Розчищення природного парку та розташування контейнерів зі спресованим сміттям на його території                                                            | Бегас, Іспанія             |      |
| 2006 | Простір «A8ernA»: реорганізація простору під автострадою, що проходить крізь місто                                                                          | Занстад, Нідерланди        |      |
| 2006 | Набережна-орган: під сходами набережної розташовано 35 труб, вода виштовхує з них воду, що утворює мелодійні звуки                                          | Задар, Хорватія            |      |
| 2008 | Площа в передмісті Баркінг | Лондон, Велика Британія    |      |
| 2010 | Бібліотека просто неба: будівля з ретро-футуристичним дизайном                                                                                              | Магдебург, Німеччина       |      |
| 2010 | Національний театр опери та балету: будівля театру схожа на величезний айсберг, навколо якого розташовані відколені від нього брили                         | Осло, Норвегія             |      |
| 2012 | Благоустрій двокілометрової зони вздовж річки Любляніца | Любляна, Словенія          |      |
| 2012 | Благоустрій та розчищення від сміття військових укріплень на пагорбі Туро де ла Ровіра                                                                      | Барселона, Іспанія         |      |

## Офіційна сторінка конкурсу
www.publicspace.org [Архівовано 29 жовтня 2013 у Wayback Machine.]